# DJV FP
A DJV FP egy villamos pótkocsi-sorozat, amelyet a MÁV Dunakeszi Járműjavító Vállalat (DJV) gyártott a Fővárosi Villamosvasút (FVV, a BKV egyik jogelődje) részére. A pótkocsik 1954-ben kerültek gyártásra, összesen 50 darab készült belőlük. A járművek jellemzően a Ganz UV motorkocsikkal alkottak szerelvényeket, motor+pót, vagy motor+pót+motor kialakításban.

## Története
Az FP villamos pótkocsi sorozatra a második világháború után növekedő utasforgalom miatt volt szükség, első sorban a Nagykörúton. A Ganz UV villamosok növekedett utaskapacitású közlekedéséhez került kialakításra.  Dunakeszi Járműjavító gyárban 50 darab készült belőle 1954-ben. A jármű két feljáróval került kialakításra, faléc ülésekkel. A későbbi felújítások során szinte teljesen egységesítve lett az EP pótkocsikkal a műszaki kialakítása. A BKV által 2007-ben az UV villamosok utasforgalomból történő kivonásakor kerültek kivonásra.

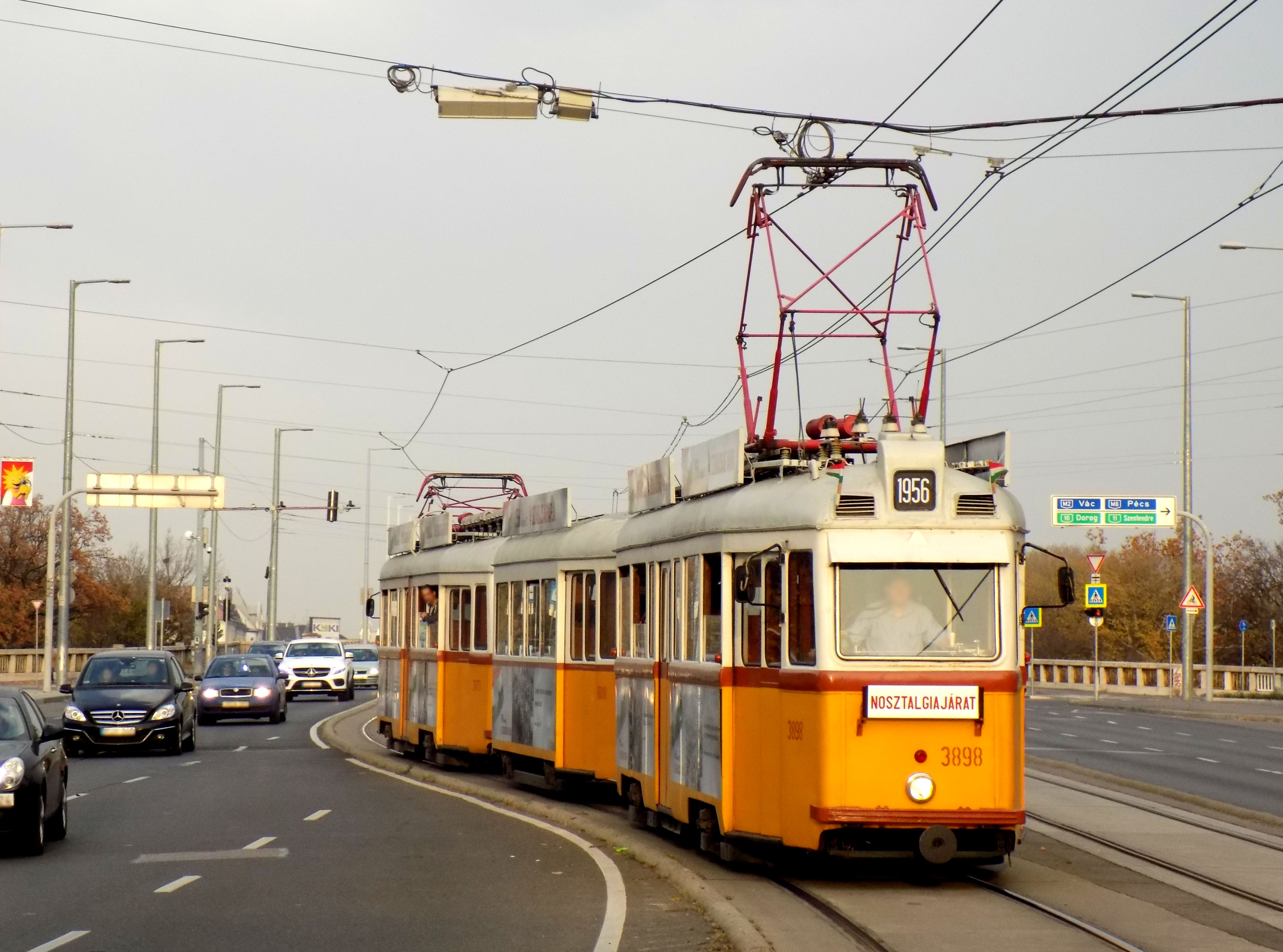
UV szerelvény pótkocsival az 1956-os emlékjárat vonalán

## 6010-es kocsi
2007-ben az UV villamosok utasforgalomból történő kivonásakor kerültek a pótkocsik is kivonásra, s ettől kezdve a 6010-es pótkocsi a BKV nosztalgiaállományának része. A 2015-ben indult időszakos emlékjárat, az 1956-os villamos vonalán, valamint 2019-ben retró-villamosjáratokon fordulhat elő, főként az R47-es retró villamos vonalon.